# Lhota pod Radčem
Lhota pod Radčem (en allemand : Lhota unter dem Ratsch) est une commune du district de Rokycany, dans la région de Plzeň, en Tchéquie. Sa population s'élevait à 313 habitants en 2021.

## Géographie
Lhota pod Radčem se trouve à 6 km au sud-ouest de Zbiroh, à 14 km au nord-est de Rokycany, à 27 km à l'est-nord-est de Plzeň et à 59 km au sud-ouest de Prague.
La commune est limitée par Drahoňův Újezd au nord, par Plískov et Sirá à l'est, par Mýto au sud, par Těškov au sud et à l'ouest, et par Přívětice à l'ouest.

## Histoire
La première mention écrite du village date de 1352.

## Galerie

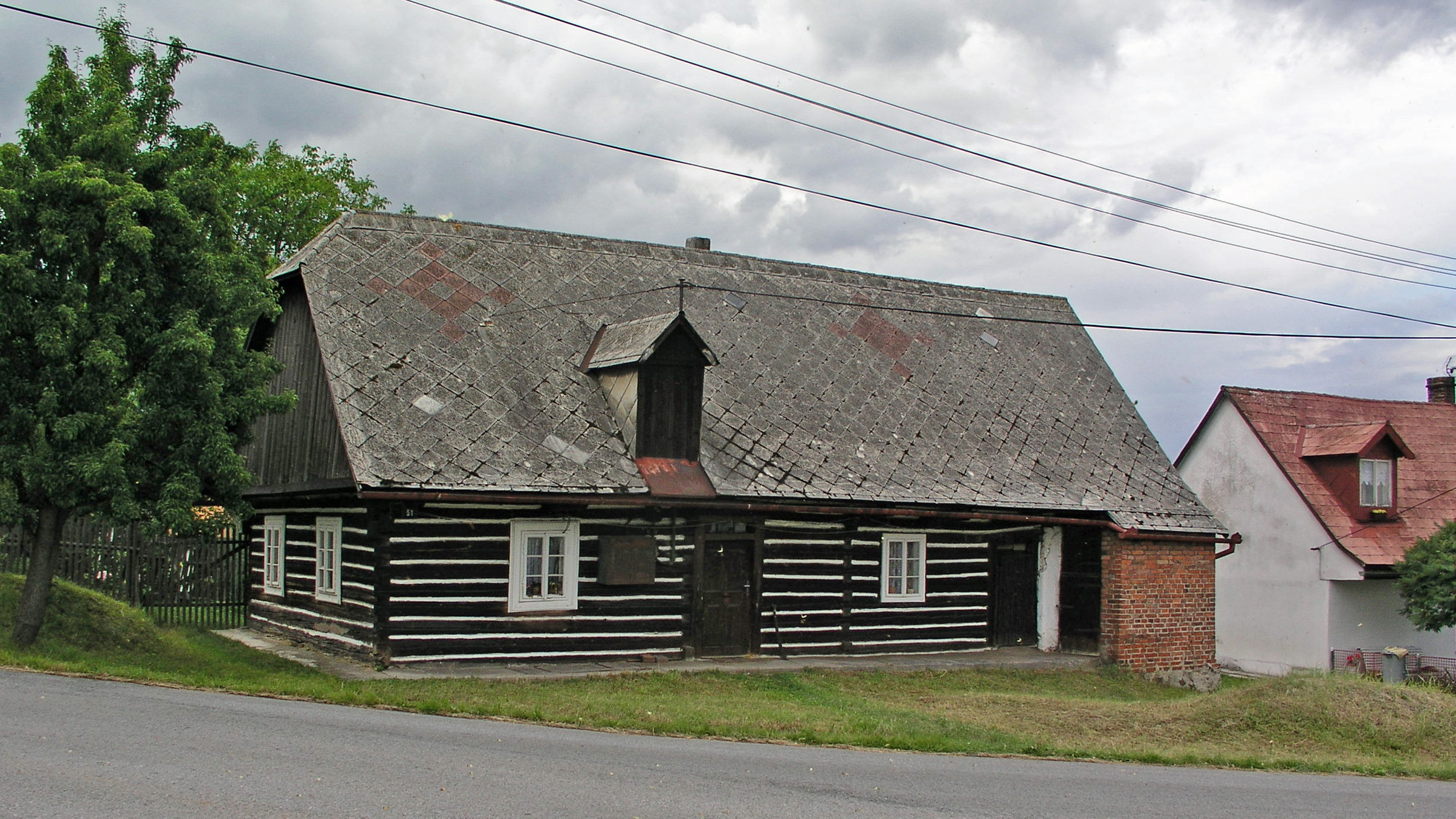
Architecture traditionnelle.
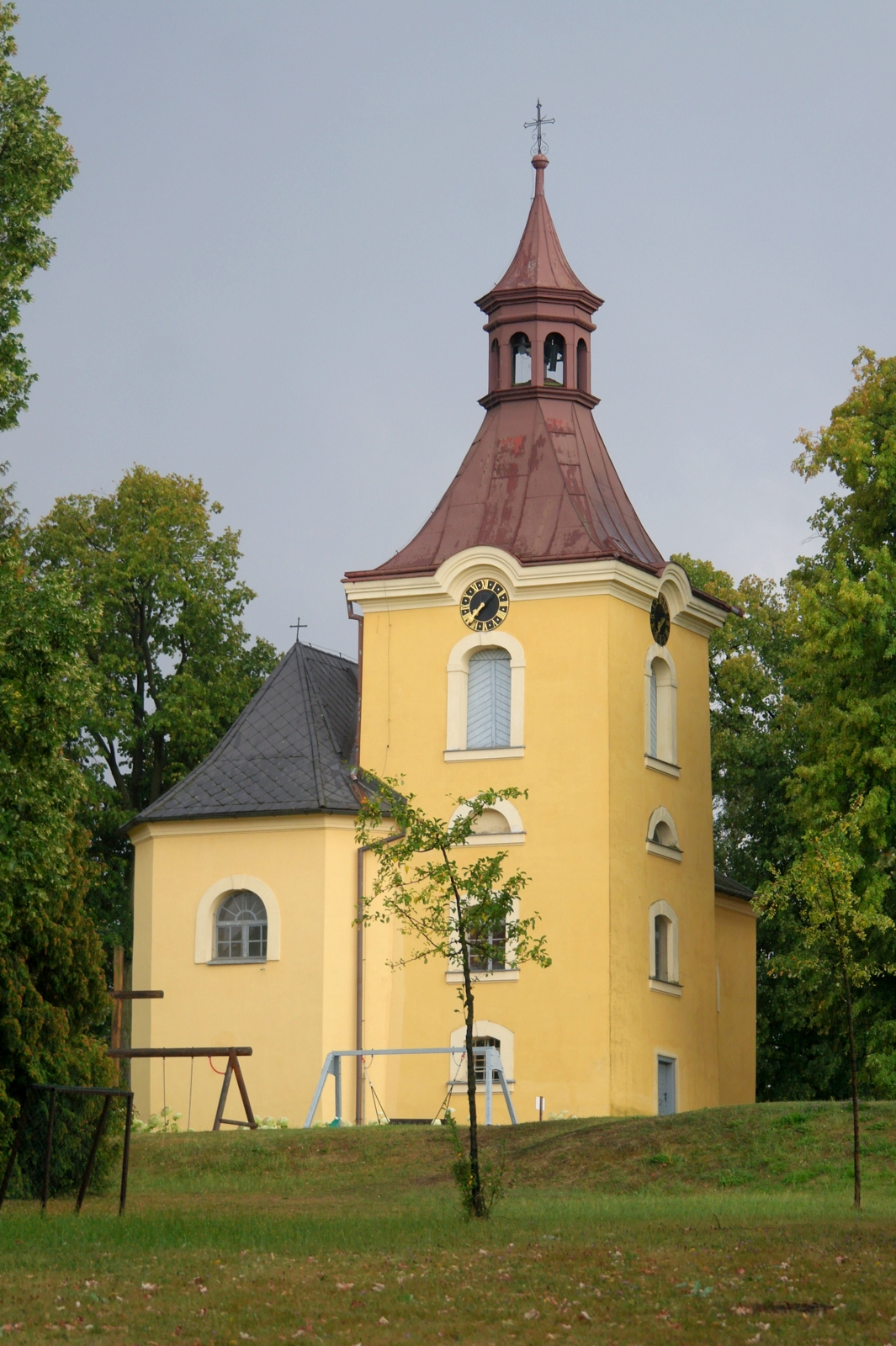
Église Saints-Philippe-et-Jacques.

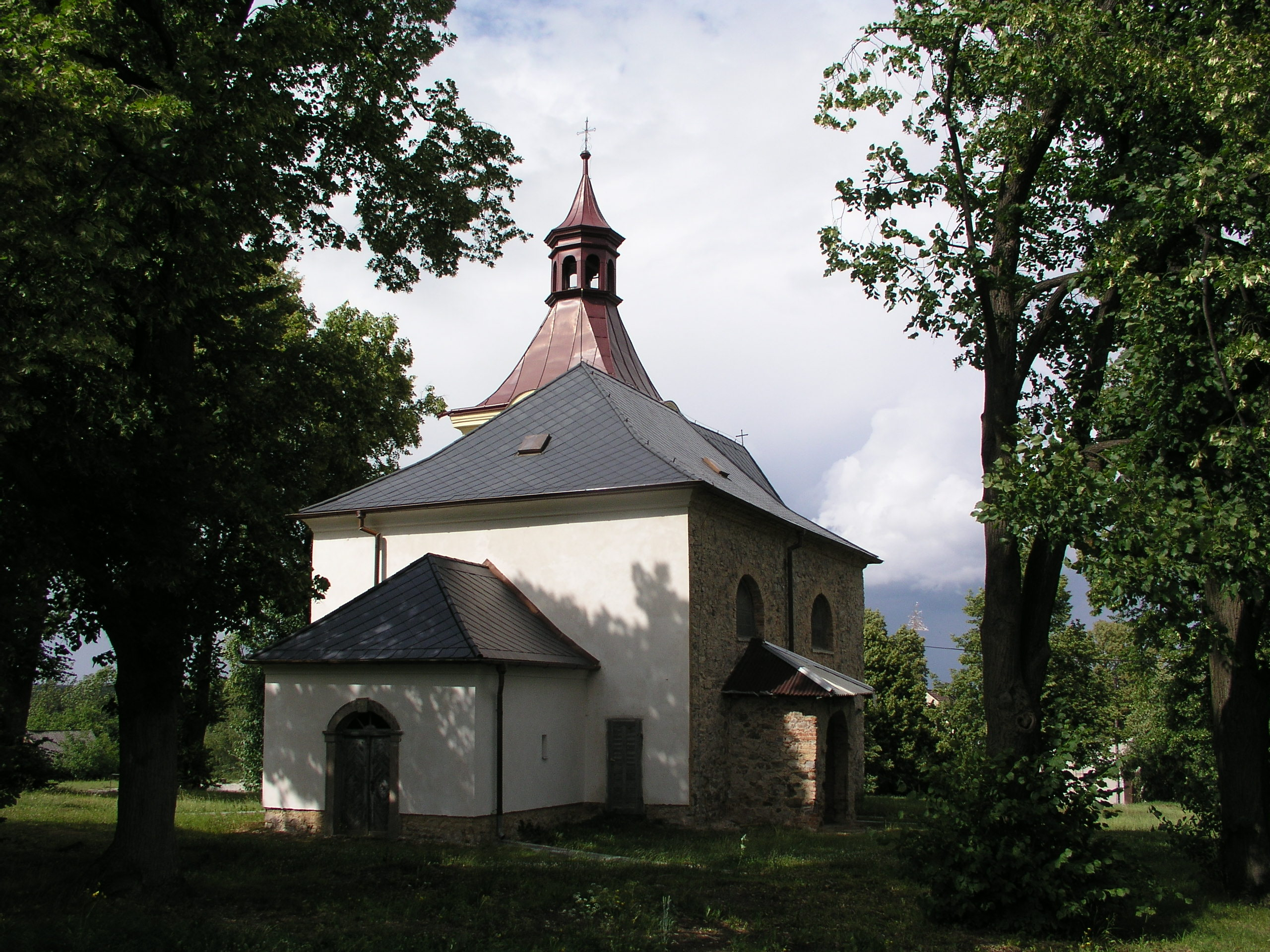
Chapelle à Lhota pod Radčem.

## Transports
Par la route, Lhota pod Radčem se trouve à 7 km de Zbiroh, à 20 km de Rokycany, à 32 km de Plzeň et à 66 km de Prague. 